# Bryum aristatum
Bryum aristatum är en bladmossart som beskrevs av Ingebrigt Severin Hagen 1901. Bryum aristatum ingår i släktet bryummossor, och familjen Bryaceae. Inga underarter finns listade i Catalogue of Life.